# Heteranthera
Genre
Heteranthera est un genre de plantes monocotylédones de la famille des Pontederiaceae, originaires des régions tropicales d'Afrique ou d'Amérique.

## Caractéristiques générales
Les espèces du genre Heteranthera sont des plantes herbacées, annuelles ou vivaces, à tiges rampantes, ascendantes ou flottantes, croissant dans l'eau ou dans des sols humides. La forme des feuilles est très variable selon les espèces. Dans certains cas, les feuilles submergées sont sessiles, acuminées ou obtuses et les feuilles émergées sont réniformes, ou oblongues à lancéolées, acuminées ou obtuses, étroites. Dans d'autres cas, elles sont pétiolées, de forme graminoïde ou cordée.
Inflorescence uniflore ou en épi, au pédoncule glabre ou couvert de poils glandulifères. Spathe embrassant parfois la base de l'inflorescence. Fleurs chasmogames ou cléistogames. Périanthe hypocratériforme, glabre ou à poils glandulifères, à six tépales linéaires, oblongs ou oblongs-lancéolés, obtus à acuminé, de couleur jaune, bleue ou blanche. Androcée à trois étamines, les deux supérieures plus petites; les filaments sont glabres ou velus, jaunes ou pourpres, parfois ailés; anthères sont arrondies ou sagittées, de couleur blanche, jaune ou violette. Gynécée tricarpellaire, uni- ou tri-loculaire, à nombreux rudiments séminaux; style au stigmate capité.
Le fruit est une capsule contenant de nombreuses graines ovoïdes, portant des ailes longitudinales et striées transversalement.

## Taxonomie et classifications

### Liste d'espèces
Selon Catalogue of Life (14 mai 2015) :
- Heteranthera callifolia
- Heteranthera dubia
- Heteranthera limosa
- Heteranthera mexicana
- Heteranthera multiflora
- Heteranthera oblongifolia
- Heteranthera peduncularis
- Heteranthera reniformis
- Heteranthera rotundifolia
- Heteranthera seubertiana
- Heteranthera spicata
- Heteranthera zosterifolia

Selon GRIN (14 mai 2015) :
- Heteranthera dubia (Jacq.) MacMill.
- Heteranthera limosa (Sw.) Willd.
- Heteranthera reniformis Ruiz & Pav.

Selon ITIS (14 mai 2015) :
- Heteranthera dubia (Jacq.) MacMill.
- Heteranthera limosa (Sw.) Willd.
- Heteranthera mexicana S. Watson
- Heteranthera multiflora (Griseb.) C.N. Horn
- Heteranthera peduncularis Benth.
- Heteranthera reniformis Ruiz & Pav.
- Heteranthera rotundifolia (Kunth) Griseb.

Selon World Checklist of Selected Plant Families (WCSP) (14 mai 2015) :
- Heteranthera callifolia Rchb. ex Kunth (1843)
- Heteranthera dubia (Jacq.) MacMill. (1892)
- Heteranthera limosa (Sw.) Willd. (1801)
- Heteranthera mexicana S.Watson (1883)
- Heteranthera multiflora (Griseb.) C.N.Horn (1986)
- Heteranthera oblongifolia Mart. ex Schult. & Schult.f. (1830)
- Heteranthera peduncularis Benth. (1840)
- Heteranthera reniformis Ruiz & Pav. (1798)
- Heteranthera rotundifolia (Kunth) Griseb. (1866)
- Heteranthera seubertiana Solms (1883)
- Heteranthera spicata C.Presl (1830)
- Heteranthera zosterifolia Mart. (1824)

Selon NCBI (14 mai 2015) :
- Heteranthera dubia
- Heteranthera limosa
- Heteranthera oblongifolia
- Heteranthera reniformis
- Heteranthera rotundifolia
- Heteranthera seubertiana
- Heteranthera zosterifolia

Selon The Plant List (14 mai 2015) :
- Heteranthera callifolia Rchb. ex Kunth
- Heteranthera dubia (Jacq.) MacMill.
- Heteranthera limosa (Sw.) Willd.
- Heteranthera mexicana S.Watson
- Heteranthera multiflora (Griseb.) C.N.Horn
- Heteranthera oblongifolia Mart. ex Schult. & Schult.f.
- Heteranthera peduncularis Benth.
- Heteranthera reniformis Ruiz & Pav.
- Heteranthera rotundifolia (Kunth) Griseb.
- Heteranthera seubertiana Solms
- Heteranthera spicata C.Presl
- Heteranthera zosterifolia Mart.

Selon Tropicos (14 mai 2015) (Attention liste brute contenant possiblement des synonymes) :
- Heteranthera acuta Willd.
- Heteranthera alismoides Humb. ex Link
- Heteranthera callifolia Rchb. ex Kunth
- Heteranthera cordata Vahl
- Heteranthera diversifolia Vahl
- Heteranthera dubia (Jacq.) MacMill.
- Heteranthera formosa Miq.
- Heteranthera graminea (Michx.) Vahl
- Heteranthera grandiflora Klotzsch
- Heteranthera hydrocleifolia Griseb.
- Heteranthera kotschyana Fenzl ex Solms
- Heteranthera liebmannii (Buchenau ex Magnus) Shinners
- Heteranthera limosa (Sw.) Willd.
- Heteranthera mexicana S. Watson
- Heteranthera multiflora (Griseb.) C.N. Horn
- Heteranthera oblongifolia C. Mart. ex Roem. & Schult.
- Heteranthera osteniana Herter
- Heteranthera peduncularis Benth.
- Heteranthera potamogeton Solms
- Heteranthera pubescens Vahl
- Heteranthera reniformis Ruiz & Pav.
- Heteranthera rotundifolia (Kunth) Griseb.
- Heteranthera seubertiana Solms
- Heteranthera spicata C. Presl
- Heteranthera virginica (Pers.) Steud.
- Heteranthera zosterifolia Mart.

## Utilisation
Certaines espèces (par exemple, Heteranthera zosterifolia) sont utilisées comme plantes ornementales pour décorer les pièces d'eau et les aquariums.

## Aspects culturels et historiques
Le genre a été décrit par Ruiz et Pavon et publié dans Florae Peruvianae et Chilensis Prodromus en 1794.
Le nom générique fait référence à l'inégalité de longueur des anthères chez certaines espèces.